# مارتن مكجرادي
مارتن مكجرادي (بالإنجليزية: Martin McGrady)‏ هو منافس ألعاب قوى أمريكي، ولد في 20 أبريل 1946، وتوفي في 29 أبريل 2006.

## روابط خارجية
- مارتن مكجرادي على موقع الاتحاد الدولي لألعاب القوى (الإنجليزية)